# Чернявка (Підкарпатське воєводство)
Чернявка (пол. Czerniawka) — село у Польщі, у гміні Ляшки Ярославського повіту Підкарпатського воєводства. Знаходиться на відстані 14 км на схід від Ярослава. Населення — 136 осіб (2011).

## Історія
У 1939 році в селі проживало 190 мешканців (35 українців, 80 поляків, 70 польських колоністів, 5 євреїв).
У 1975—1998 роках село належало до Перемишльського воєводства.

## Демографія
Демографічна структура станом на 31 березня 2011 року:
|          | Загалом | Допрацездатний вік | Працездатний вік | Постпрацездатний вік |
| -------- | ------- | ------------------ | ---------------- | -------------------- |
| Чоловіки | 71      | 12                 | 50               | 9                    |
| Жінки    | 65      | 11                 | 41               | 13                   |
| Разом    | 136     | 23                 | 91               | 22                   |